# Instituto Pasteur
El Instituto Pasteur de París es una fundación francesa sin fines de lucro cuya misión es contribuir a la prevención y el tratamiento de las enfermedades, especialmente las infecciosas, a través de la investigación, la enseñanza y acciones de salud pública. Fue fundado el 4 de junio de 1887, gracias a una suscripción nacional e inaugurado el 14 de noviembre de 1888.
Su nombre alude a Louis Pasteur, fundador y primer director que desarrolló el suero antirrábico. Durante más de un siglo, el Instituto Pasteur ha desarrollado investigación puntera en enfermedades infecciosas. A lo largo de su existencia, ha contribuido con descubrimientos que han permitido a la medicina controlar enfermedades virulentias como la difteria, el tétanos, la tuberculosis, la poliomielitis, la gripe y la fiebre amarilla, y fue el primer laboratorio que logró aislar el VIH, que provoca el sida.
Diez científicos de este Instituto han obtenido el Premio Nobel de Fisiología o Medicina: en 1907 le fue concedido a Alphonse Laveran; en 1908 a Elie Metchnikoff (compartido con Paul Ehrlich); en 1919 a Jules Bordet; en 1928 a Charles Nicolle; en 1957 a Daniel Bovet; en 1965 a André Lwoff, François Jacob y Jacques Monod; y en 2008 a Luc Montagnier y Françoise Barré-Sinoussi.

## Red internacional de Institutos Pasteur
La Red Internacional de Institutos Pasteur es un grupo heterogéneo de 30 instituciones Pasteur en 27 países de los cinco continentes y un total de 800.500 personas.

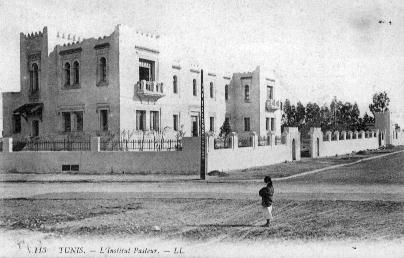
Instituto Pasteur de Túnez, 1900

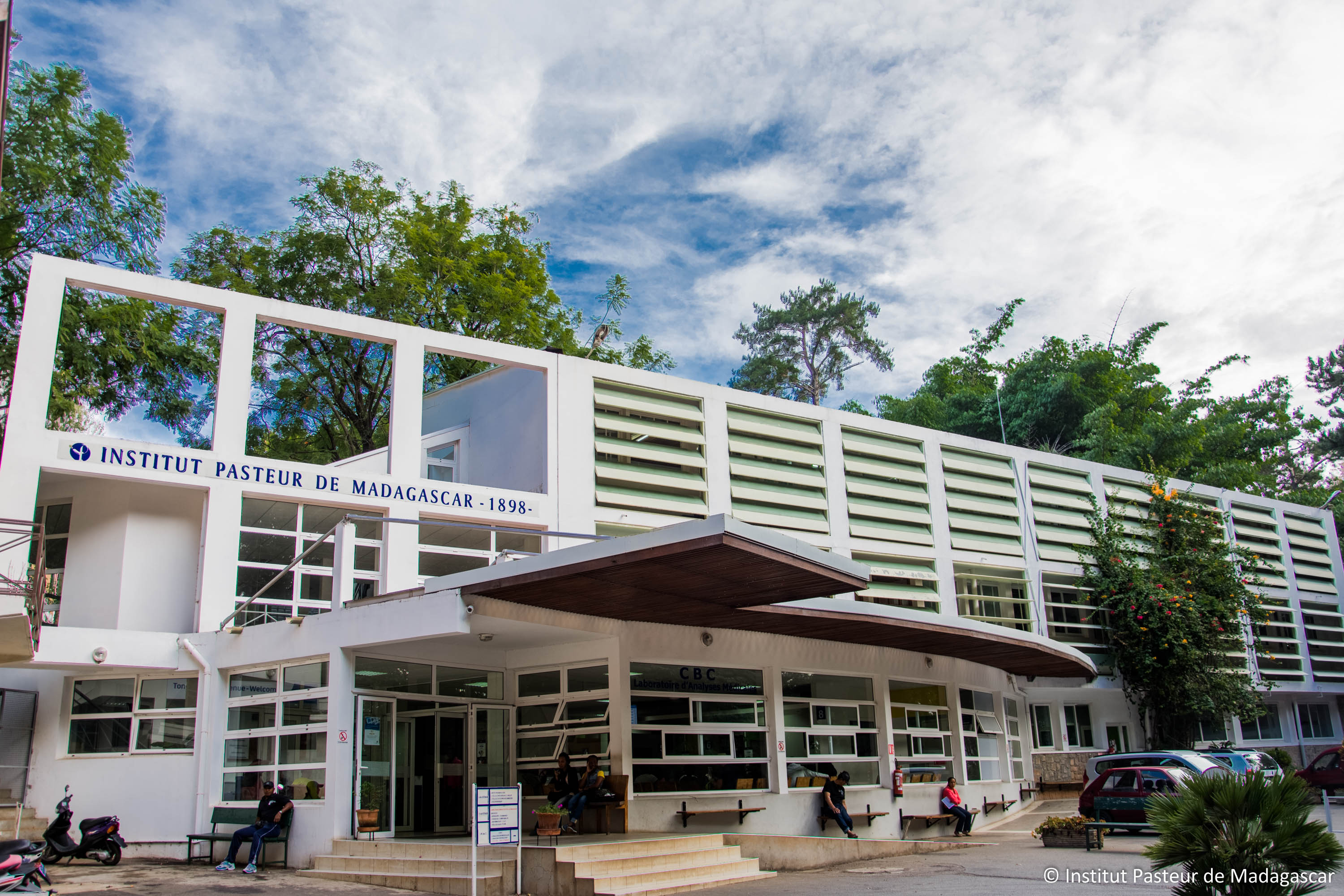
Edificio MONOD, Institut Pasteur de Madagascar

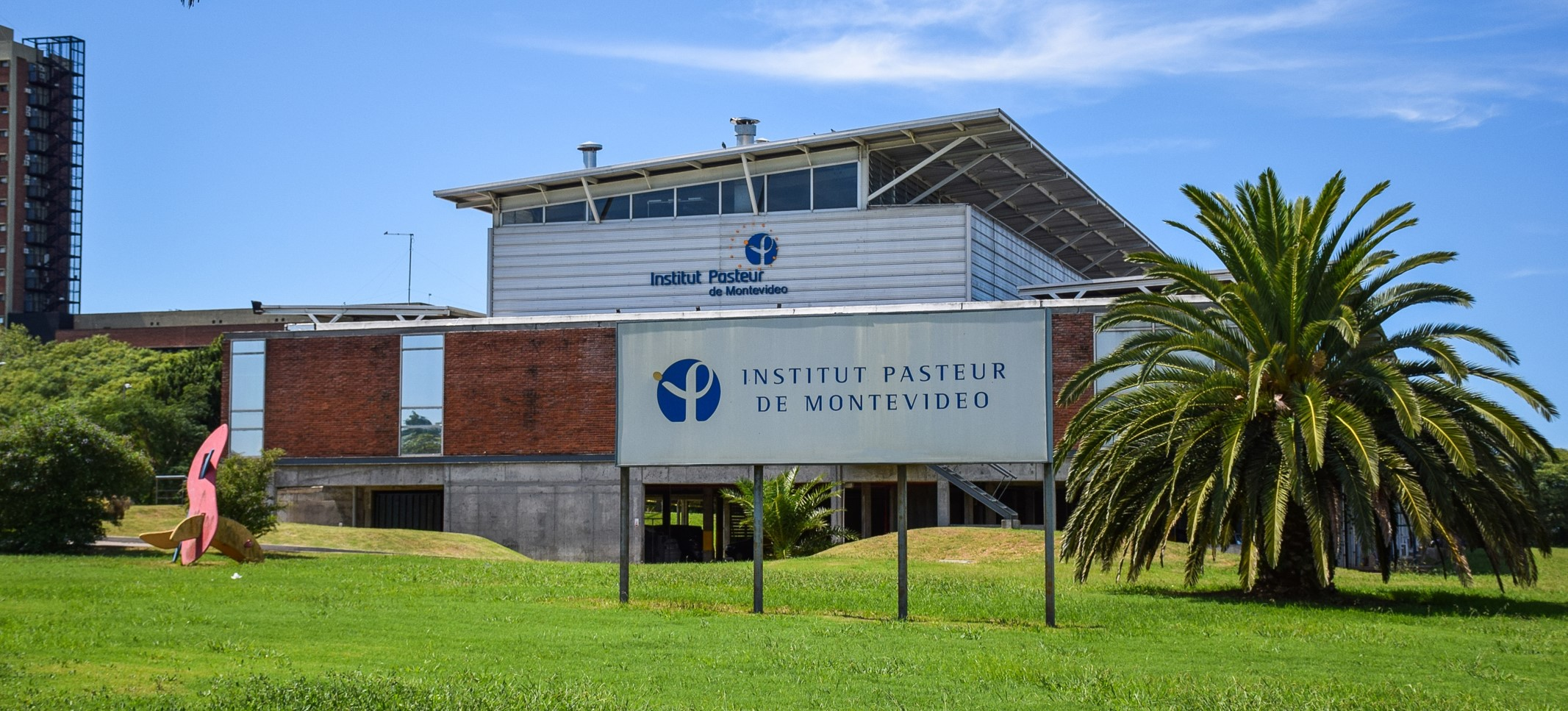
Institut Pasteur de Montevideo, Uruguay

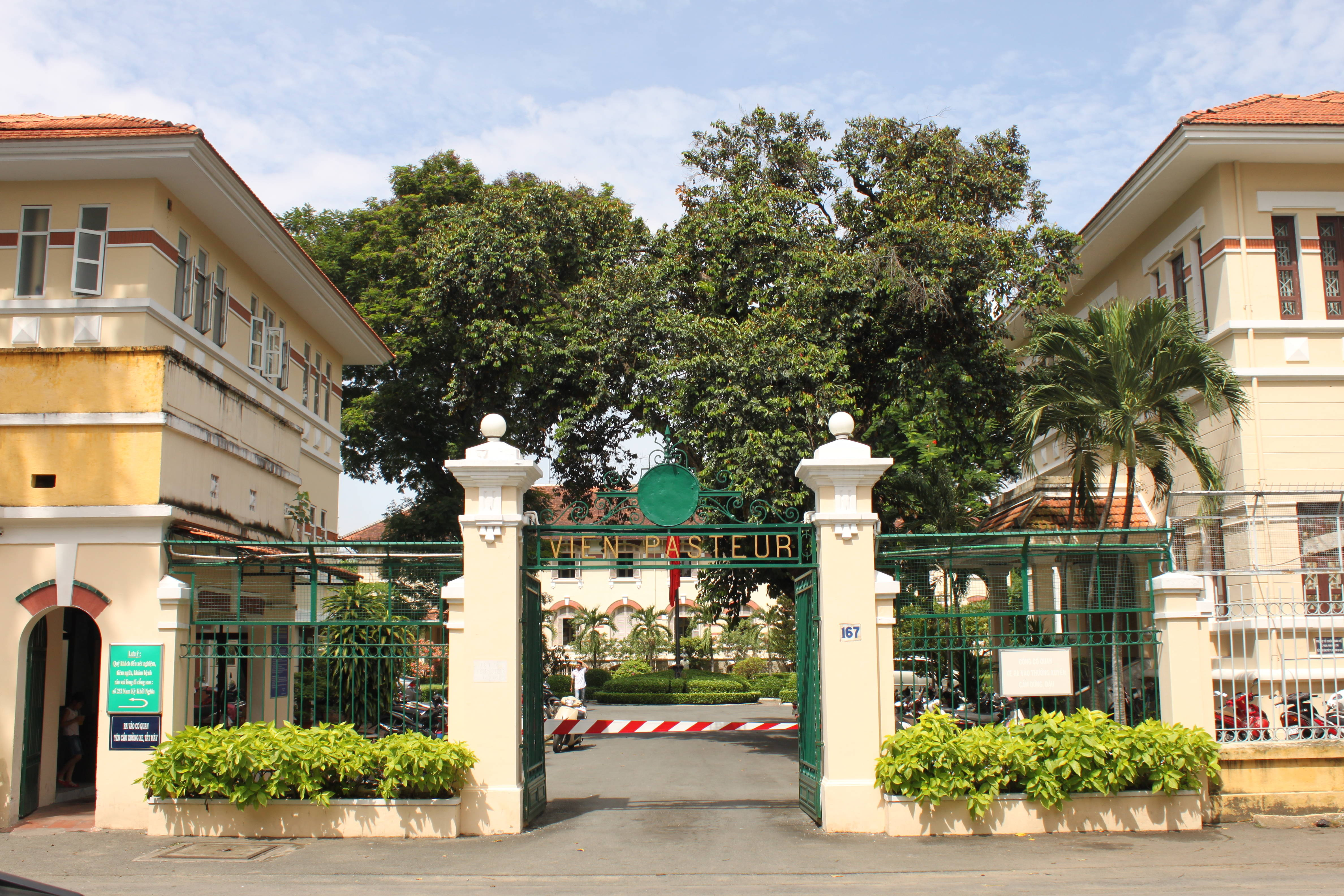
Entrada al Instituto Pasteur de Ciudad Ho Chi Minh, Vietnam

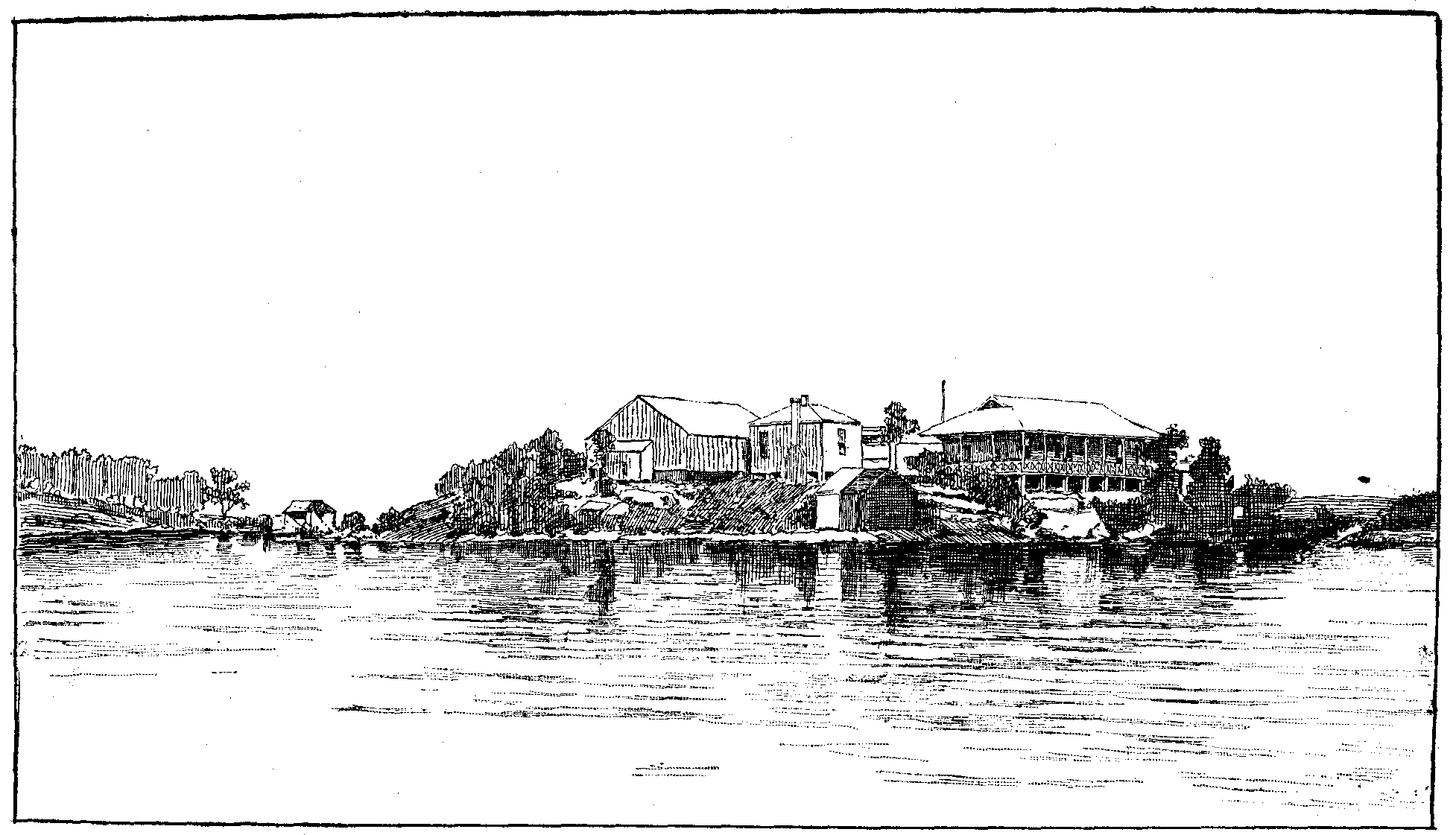
Dibujo del Instituto Pasteur de Australia, Rodd Island, Sídney, ~1890

Unidos por los mismos valores pasteurianos, estos institutos tienen misiones de servicio, salud pública, formación e investigación dirigidas contra las principales enfermedades infecciosas que afectan a las poblaciones en las que se encuentran (malaria, tuberculosis, SIDA, etc.). También contribuyen a la vigilancia sanitaria, microbiológica y epidemiológica a nivel mundial.
La red, con un acuerdo de colaboración, es una comunidad científica basada en un enfoque proactivo de la cooperación internacional y la cooptación de sus miembros.
Desde 1973, el Consejo de Administración ha reunido al menos una vez al año a representantes de los distintos institutos para decidir sobre proyectos conjuntos.
El Consejo Ejecutivo de la Red, creado en 2003, está presidido por el vicepresidente del Consejo de Administración e integrado por los Directores nombrados por los Institutos de las Regiones y el director de Asuntos Internacionales.
En los últimos años, la red internacional se ha desarrollado considerablemente y ha optado por estructurarse sobre una base regional con el establecimiento de cinco centros regionales para inyectar dinámicas específicas vinculadas a las preocupaciones específicas de cada región. 

### Región: Europa
- Instituto Pasteur de París (Francia)
- Instituto Pasteur de Lille  (Francia)
- Instituto Helénico Pasteur (Grecia)
- Instituto Cantacuzene (Rumania)
- Stefan Angeloff Institute (Bulgaria)
- Fundación Cenci Bolognetti, (Roma, Italia)
- Instituto Pasteur de San Petersburgo (Rusia)

### Región: Oriente Medio y Norte de África
- Instituto Pasteur de Argelia
- Instituto Pasteur de Marruecos
- Instituto Pasteur de Túnez
- Instituto Pasteur de Irán

### Región: África
- Instituto Pasteur de Bangui (República Centroafricana)
- Instituto Pasteur de Costa de Marfil (Costa de Marfil)
- Instituto Pasteur de Dakar (Senegal)
- Centro Pasteur del Camerún (Camerún)
- CERMS (Niamey, Níger)
- Instituto Pasteur de Madagascar (Madagascar)
- Instituto Pasteur de Guinea (Guinea)

### Región: América
- Instituto Armand Frappier (Laval, Canadá)
- Instituto Pasteur de Guadalupe (Francia)
- Instituto Pasteur de la Guayana Francesa (Francia)
- Instituto Pasteur de Montevideo (Uruguay)

### Región: Asia-Pacífico
- Instituto Pasteur de Camboya
- Instituto Pasteur de Corea (Corea del Sur)
- Instituto Pasteur de Laos
- Instituto Pasteur de Nueva Caledonia (Francia)
- Centro Pasteur de Hong Kong (China)
- Instituto Pasteur de Shanghái (China)
- Instituto de Pastor de Ho Chi Minh City (Vietnam)
- Instituto Nacional de Higiene y Epidemiología (NIHE), (Hanói, Vietnam)
- Instituto Pasteur de Nha Trang (Vietnam)